# Ridderorden in Hessen
Er zijn diverse staten en staatjes geweest op het huidige grondgebied van de Duitse deelstaat Hessen. Een aantal van deze landen stichtte ook eigen ridderorden en deze worden in dit artikel behandeld.
Een aantal van de Hessische staten en staatjes bezat geen eigen ridderorden. Het gaat om (onder andere):
- Ziegenhain
- Wittgenstein
- Runkel
- Katzenelnbogen
- Eppstein
- Aartsbisdom Mainz
- Rijksabdij Hersfeld
- Hessen-Marburg (Landgraafschap)
- Hessen-Rotenburg (Landgraafschap)
- Hessen-Eschwege
- Hessen-Phillippsthal (Landgraafschap)
- Hessen-Butzbach
- oude en nieuwe Hessen-Homburg
- Hessen-Rheinfels ((Landgraafschap))
- Hessenstein (Landgraafschap)
- Hanau-Lichtenberg
- Schaumburg
- Hanau-Münzenberg
- Hoogstift Fulda
- Erbach
- Worms
- Alzey

- Bingen

Al deze gebieden werden deel van Keurhessen en Hessen-Darmstadt. Andere staatjes bezaten wel ridderorden. Wij noemen:
- Henneberg en Mainz
  - Orde van Sint Simplicius 1492
  - Orde van de Matigheid 1600 (samen met Kassel en de Palts)
- Isenburg-Birstein
  - Huisorde Pour mes Amis
- Waldeck
  - Kruis van Verdienste
  - Militaire Orde van Verdienste 1914
- Nassau
  - Orde van de Gouden Leeuw van Nassau (samen met de luxemburgse Groothertog) 1858
  - Orde van Verdienste van Adolf van Nassau 1866
- Nassau-Dillenburg
  - Jachtorde of Orde van het Nobele Tijdverdrijf

Een bijzonder geval was de "Reichsunmittelbare" burcht Spielberg. Voor de adellijke bezetting heeft Keizer Jozef II van het Heilige Roomse Rijk van de Duitse Natie een Orde, de Orde van de Heilige Jozef gesticht.Toen het Rijk in 1806 werd opgeheven kwam de burcht aan Hessen en raakte de Orde van de Heilige Jozef in vergetelheid
Ook het door Napoleon geschapen koninkrijk Westfalen lag gedeeltelijk op Hessisch grondgebied. Het bezat een enkele ridderorde, de
- Orde van de Kroon van Westfalen (Duits: Orden der Westphälischen Krone) (1809-1813)

De twee grootste Hessische staten in het Heilige Roomse Rijk van de Duitse Natie waren Keurhessen en Hessen-Darmstadt.

## De ridderorden van hetKeurvorstendom Hessen
"Keurhessen" bezat als Landgraafschap voor 1803 en als Keurvorstendom na die datum een aantal ridderorden. Op 1 augustus 1866 werd Keurhessen door Pruisen geannexeerd. De ridderorden werden op 3 oktober 1866 tot Pruisische Orden verklaard en op 27 augustus 1875 afgeschaft. Dit besluit en het uitsterven van de Keurhessische linie maakte het de Groothertog van Hessen op 8 juni 1876 mogelijk om de Huisorde van de Gouden Leeuw als "Groothertogelijk Hessische Gouden Leeuwenorde" (Duits: Großherzoglich Hessischer Goldener Löwenorden) tot een Hessische Huisorde te maken.
- Orde van Constantijn (Constantinsorden) rond 1700
- Huisorde van de Gouden Leeuw (Hessen-Kassel) 1770
- ilitaire Orde van Verdienste 1769
- Orde van de IJzeren Helm 1814
- Wilhelmsorden 1851

## Ridderorden van hetGroothertogdom Hessen
- Orde van Verdienste van Hessen (Verdienstorden von Hessen) 1807
- Ludwigsorden 1831
- Orde van Philipp de Grootmoedige 1831
- Groothertogelijk Hessische Gouden Leeuwenorde 1876
- Orde van de Ster van Brabant 1914
- Damesorde van de Ster van Brabant 1914

In 1918 werd het Groothertogdom als "Volksstaat Hessen". Deze deelstaat bezat geen Ridderorde. Ook de in 1945 ontstane opvolger "Großhessen" stelde geen Ridderorde in. In 1946 ontstond het "Land" Hessen, een deelstaat van de Bondsrepubliek. De regering van Hessen stelde in 1989 de
- Orde van Verdienste (Duits: Verdienstorden)

in als onderscheiding voor verdienstelijke burgers. Er is ook een erekruis voor de Hessische brandweer in drie klassen.
In het Keurvoststendom Hessen-Kassel:
Orde van Constantijn ·
Huisorde van de Gouden Leeuw ·
Militaire Orde van Verdienste ·
Orde van de IJzeren Helm ·
Wilhelmsorden

In het Groothertogdom Hessen-Darmstadt:
Orde van Verdienste van Hessen ·
Ludwigsorden ·
Orde van Philipp de Grootmoedige ·
Groothertogelijk Hessische Gouden Leeuwenorde ·
Orde van de Ster van Brabant ·
Damesorde van de Ster van Brabant

In de Bondsstaat Hessen:
Orde van Verdienste
Zie ook: Ridderorden in Hessen